# Sainte-Gemme (Tarn)
Sainte-Gemme é uma comuna francesa na região administrativa da Occitânia, no departamento de Tarn. Estende-se por uma área de 20.16 km², e possui 912 habitantes, segundo o censo de 2018, com uma densidade de 45 hab/km².